# Regulus teneriffae
Regulus teneriffae, "kanariekungsfågel", är en fågel i familjen kungsfåglar inom ordningen tättingar. Den behandlas numera allmänt som underart till kungsfågel. Arten är en stannfågel som förekommer i barr- och blandskog på Kanarieöarna. "Kanariekungsfågeln" skiljer sig morfologiskt från kungsfågeln med sin svarta panna, mörkare hopslagen vinge och blekt gulrosa undersida.

## Systematik
Taxonomin kring kungsfåglarna på Kanarieöarna har varierat genom historien och fram tills nyligen rådde inte konsensus. De har betraktats som underart till både kungsfågel och brandkronad kungsfågel eller som en egen art. 
Redan på 1880-talet föreslog ornitologen Henry Seebohm att beståndet skulle kategoriseras som en egen art, vilket även den tongivande taxonomiska auktoriteten Clements et al gjorde fram till alldeles nyligen. Studier har dock visat att kungsfåglarna på Kanarieöarna står närmare de övriga europeiska kungsfåglarna än vad de senare gör gentemot asiatiska fåglar, både vad gäller läten och genetik, och inkluderas numera allmänt i kungsfågeln.

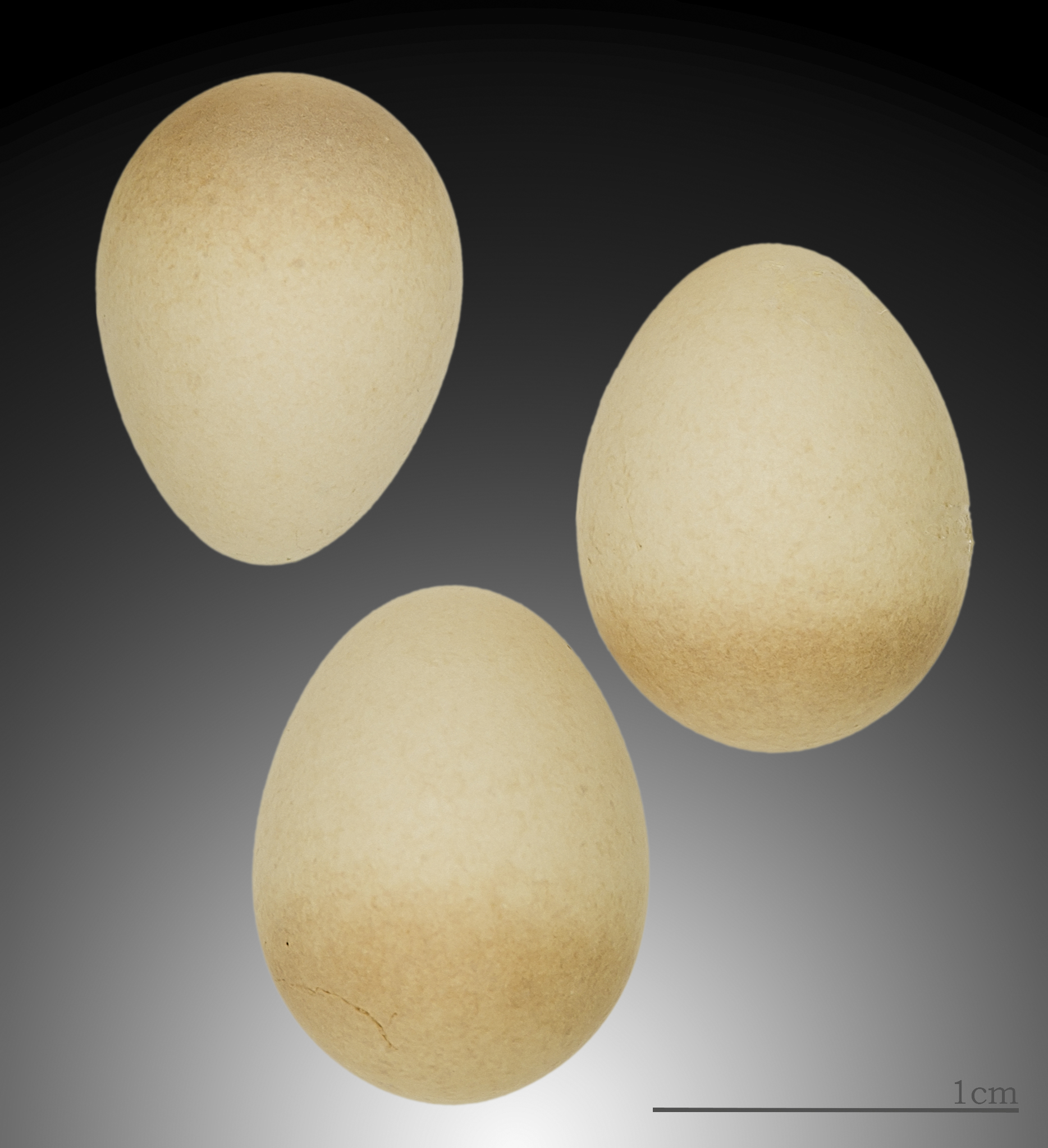
Ägg av R. r. teneriffae.

Päckert et al. (2006) visade i en undersökning att kungsfåglarna på Kanarieöarna är tydligt uppdelade i en nordostlig grupp på Teneriffa och La Gomera, och en sydvästlig grupp på El Hierro och La Palma. Den första gruppen invaderade Kanarieöarna för 1,9-2,3 miljoner år sedan och den senare gruppen för 1,3-1,8 miljoner år sedan. Dessa båda grupper skiljer sig åt, både i morfologi och i revirläte. Päckert et al. (2006) påvisar också att det genetiska avståndet mellan dessa båda grupper är lika stort som mellan kungsfåglarna på Azorerna och den europeiska kontinenten. Gruppen bakom undersökningen lägger därför fram förslaget att dessa båda grupper ska behandlas som två underarter till kungsfågeln där populationen på Teneriffa och La Gomera kallas teneriffae och den andra gruppen ellenthalerae. Det senare vetenskapliga namnet är en hyllning till den österrikiske ornitologen Ellen Thaler och hennes forskning kring kungsfåglarnas biologi, ekologi och systematik.